# Орлянка (19)
Новоорлянка (Орлянка) — (в простонарод. — «дев′ятнадцятий») — зникле село, що існувало на території Трохимівської сільської ради Іванівського району Херсонської області України. Ліквідоване під час кампанії "укрупнення сіл та ліквідації неперспективних сіл " в УРСР в 2-й половині 1960-х років. Населення 82 особи (38 — 44) (на 01.01.1965 р.)

## Історія
Орлянка (висілок № 19) було засноване в 1910 році, під час Столипінської аграрної реформи, селянами вихідцями з с. Орловки (Орлянки) (пізніше — Василівського району Запорізької області) Мелітопольського повіту Таврійської губернії. Новостворене село переселенці назвали «Новою Орлянкою» — Новоорлянкою. Звідси така назва села.
Назва в простонародді — «висілок дев′ятнадцятий» походить, очевидно, від номера запису села в Списку населених пунктів Агайманської волості. Тут дійсно під цим номером описується село «Новоорлянка»: 26 дворів, 209 жителів (101—108). Громаді належало 528 десятин землі, 72 коня та 37 корів, які перебували у приватній власності.
В період суцільної колективізації село стало виробничим підрозділом (бригадою) колгоспу «Прогрес». Більшість мешканців стали колгоспниками під час голодомору 1932-33 р. Під час Другої світової війни майже 2 десятки місцевих чоловіків були мобілізовані на фронти та примали в ній участь. 17 орлянівців загинули під час Другої світової війни.
Орлянка була звільнена від гітлерівців 29 жовтня 1943 р., ймовірно, бійцями 1379 (?) сп 87-ї (Перекопської) сд 51 армії в ході Мелітопольської наступальної операції.
В перші місяці 1944 р. в селі було відновлено колгоспний підрозділ (бригада № 1) довоєнного колгоспу «Прогрес». В селі було 32 хати-землянки, в яких проживало 39 сімей; населення складало 113 осіб (25-98). На фронті (в лавах РСЧА) перебувало 38 мешканців села. В перші повоєнні роки в тракторній бригаді було 4 трактористи.
В 1956 р. в Орлянці обраховувалося 33 домогосподарвства, 31 житловий будинок та 133 мешканці (60 чоловіків, 73 жінки та 41 дитина, з яких 15 — школярі). У власності мешканців було 40 корів та 12 свиней. Працюючих було 68 осіб. Жінки працювали на СТФ або МТФ.